# Thornton (Merseyside)
Thornton is een civil parish in het bestuurlijke gebied Sefton, in het Engelse graafschap Merseyside met 2139 inwoners.